# هرناندية غويانية
هرناندية غويانية (الاسم العلمي:Hernandia guianensis) هي نوع من النباتات تتبع جنس الهرناندية من فصيلة الهرنانديات.